# Chelydra serpentina
Tartaruga-mordedora (nome científico: Chelydra serpentina) é uma espécie de tartaruga de água doce (também chamadas de cágados) da família Chelydridae. É a única espécie do gênero Chelydra e é da mesma família da Tartaruga-aligátor. A tartaruga-mordedora habita as Américas, desde o Canadá até o Equador. É chamada de tartaruga-mordedora, devido a sua boca em forma de bico muito forte que ela usa para agarrar suas presas. É  uma das maiores tartarugas de água doce, sendo a maior a Macrochelys temminckii. A  Chelydra serpentina vive até os 30 anos, porém a  mais velha, conhecida, viveu por 38 anos em cativeiro no zoológico, essas tartarugas podem chegar aos 50 centímetros de comprimento.

## Acasalamento
O acasalamento pode ocorrer em qualquer época do ano, de Abril a Novembro.

## Reprodução
Em lugares abertos, que podem ter centenas de metros longe da água, é selecionado o local do ninho. Ele é escavado com as patas posteriores na areia ou na terra. Eventualmente tocas de ratos almiscaradas são usadas como ninhos. O ninho usualmente tem forma de taça ou de garrafa, uma estreita abertura descende até um ângulo para uma grande câmara de ovos abaixo. A profundidade do ninho varia de 10-13 cm e suas dimensões variam de acordo com a fêmea. O tamanho da ninhada é de 11 a 83 ovos, mas usualmente 20-30 ovos estão presentes. Fêmeas maiores botam mais ovos. Somente um ninho é posto por cada estação reprodutiva. Os ovos brancos, de casca dura e esféricos têm 2,3 até 3,3 cm de diâmetro e pesam 7 a 15 g. O período de incubação leva de 55 a 125 dias, dependendo de condições ambientais. A eclosão normalmente ocorre de Agosto até o começo de Outubro. Os filhotes têm carapaças arredondadas de coloração cinza-escura a marrom, pregueada, com três quilhas distintas. Há somente um desenho decorativo por baixo de cada escudo marginal e o plastrão é escuro com algumas pintas brancas. A pele é cinza-escura. Os filhotes nascem com aproximadamente 24 a 31 mm de comprimento de carapaça e 24 a 29 mm de largura. O sexo é determinado pela temperatura de incubação dos ovos, se as temperaturas variarem abaixo de 20°C e acima
de 30°C nasceram mais fêmeas e se variarem entre 22°C e 28°C nasceram mais machos.

Sua dieta é onívora, consistindo de basicamente tudo que elas conseguirem pegar e engolir, incluindo plantas, carcaças de animais mortos, invertebrados aquáticos, peixes, anfíbios, pequenos répteis e mamíferos.

## Hibernação
As tartarugas hibernantes não respiram, na parte norte de sua área, por mais de seis meses desde que o gelo cobre seu local de hibernação. Essas tartarugas podem obter oxigênio empurrando a cabeça para fora da lama e permitindo que as trocas gasosas ocorram através das membranas de sua boca e garganta. Isso é conhecido como respiração extrapulmonar. Se elas não conseguem obter oxigênio suficiente através deste método, eles começam a utilizar vias anaeróbias, queimando açúcares e gorduras sem o uso de oxigênio. Os subprodutos metabólicos deste processo são ácidos e criam efeitos colaterais muito indesejáveis na primavera, que são conhecidos como dívida de oxigênio.  Um estudo explica os mecanismos biológicos do coração que ajudam as tartarugas a sobreviver até seis meses sem oxigênio. Além disso, espera-se que o estudo seja usado para ajudar nos tratamentos que aliviam os danos ao coração causados pela hipóxia.